# SQL:2011
SQL:2011 또는 ISO/IEC 9075:2011 ("정보 기술 – 데이터베이스 언어 – SQL"라는 표제로)는 SQL 데이터베이스 질의어를 위한 ISO (1987)와 ANSI (1986) 표준의 제7차 개정안이다. 이것은 2011년 12월 16일에 공식적으로 채택되었다.

## 부분
표준은 아래와 같이 구분되어 있다:
- 1장: 프레임워크 (SQL/프레임워크)
- 2장: 기초 (SQL/기초)
- 3장: Call-Level 인터페이스 (SQL/CLI)
- 4장: Persistent Stored Modules (SQL/PSM)
- 9장: Management of External Data (SQL/MED)
- 10장: Object Language Bindings (SQL/OLB)
- 11장: 정보와 정의 스키마(SQL/스키마타)
- 13장: SQL Routines and Types Using the Java™ Programming Language (SQL/JRT)
- 14장: XML-관련 항목(SQL/XML)

## 새로운 특징
주요 특징 중 하나는 임시 데이터베이스에 대한 향상된 지원이다. IBM DB2 버전 10은 소위 “시간 여행 쿼리”(Time Travel Queries)라고 부르는 이러한 특징의 수행에 최초로 순응하였다고 주장한다.

## 같이 보기
- SQL
- 느린 변경 차원
- 이력 데이터베이스